# Viktorija Tomova
Viktorija Konstantinova Tomova (bulgarsk: Виктория Константинова Томова, født 25. februar 1995 i Sofia, Bulgarien) er en professionel tennisspiller fra Bulgarien.